# Gare de Béziers
Gare de Béziers vasútállomás Franciaországban, Béziers településen.

## Vasútvonalak
Az állomást az alábbi vasútvonalak érintik:
- Bordeaux–Sète-vasútvonal
- Béziers-Neussargues-vasútvonal

## Kapcsolódó állomások
A vasútállomáshoz az alábbi állomások vannak a legközelebb:
- Gare de Vias
- Gare de Nissan
- Gare de Bédarieux
- Gare de Magalas
- Gare de Colombiers